# Climate Commission
La Climate Commission est un organisme indépendant créé en 2011 par le gouvernement australien pour communiquer « des informations fiables et faisant autorité » sur le changement climatique en Australie. Dissoute par le gouvernement libéral nouvellement élu, dirigé par le Premier ministre Tony Abbott en septembre 2013, il a été relancé en tant qu'organisation indépendante à but non lucratif appelée Climate Council (en).

## Formation

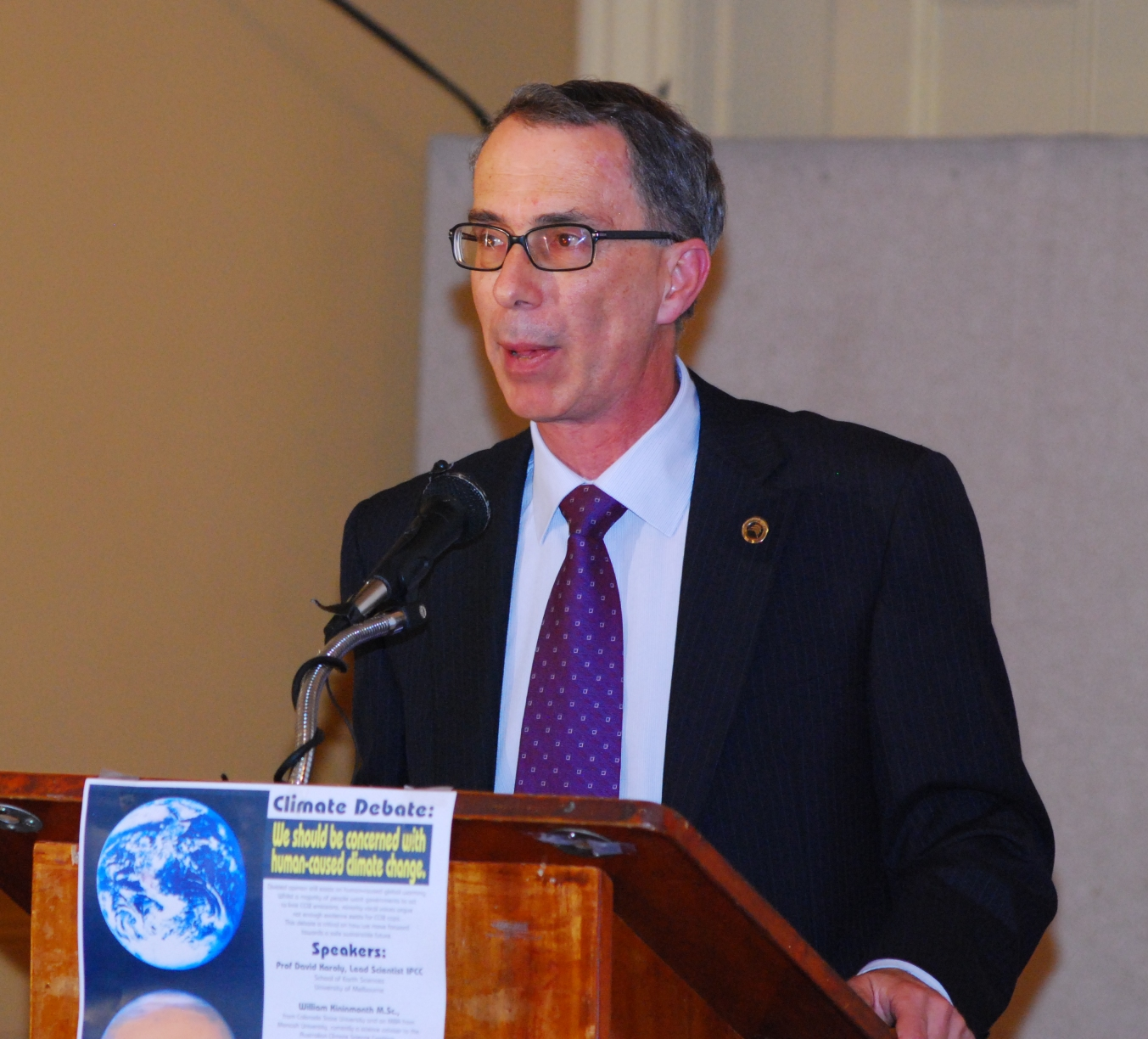
David Karoly est un expert australien du changement climatique et membre du conseil d'administration de la Climate Change Authority.

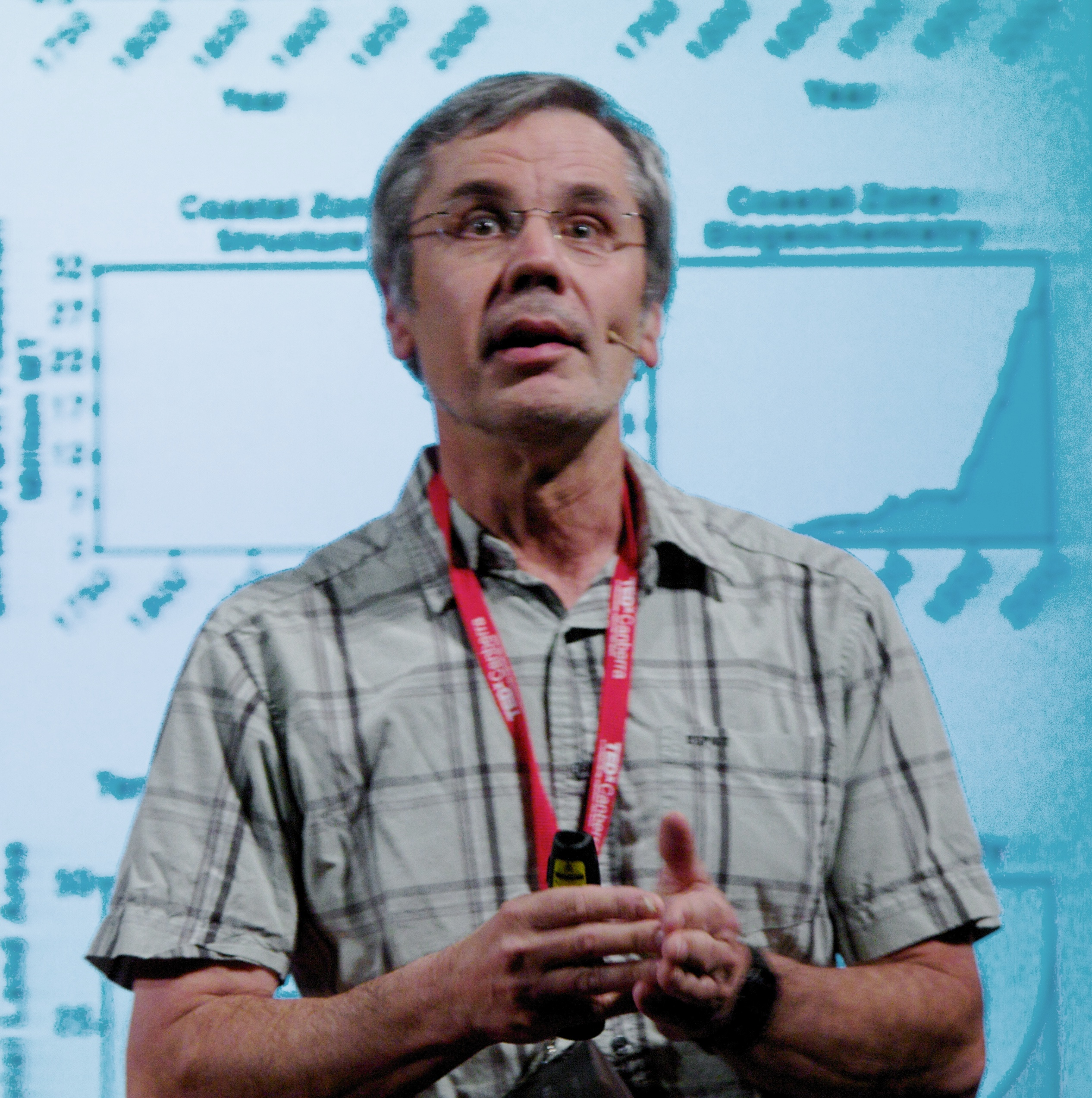
Will Steffen est l'auteur principal du rapport The Critical Decade: Extreme Weather.

La Commission Climat est annoncée par le gouvernement travailliste Gillard en février 2011. Le commissaire en chef est alors le professeur Tim Flannery, et les autres intervenants sont le professeur Veena Sahajwalla, le professeur Lesley Hughes, le professeur Will Steffen, Roger Beale et Gerry Hueston. La commission coûte 5,4 millions de dollars sur quatre ans.

## Actions
La Commission a publié un certain nombre de rapports sur la science du changement climatique, les impacts sur la santé, l'action internationale et les énergies renouvelables, et a permis la tenue d'événements publics dans toute l'Australie.

### La décennie critique
The Critical Decade, le premier rapport de la commission, résume l'état de la science du climat à date, les impacts probables et l'urgence d'agir. Le rapport mentionne ainsi :
"... le climat mondial est en train de changer et l'humanité en est presque sûrement la cause dominante. Les risques n'ont jamais été aussi clairs et la nécessité d'agir n'a jamais été aussi urgente."
Le troisième et dernier chapitre du rapport utilise une approche budgétaire pour estimer le niveau de réduction des émissions de gaz à effet de serre nécessaire pour maintenir la température mondiale en dessous de 2 degrés. L'approche budgétaire examine la quantité d'émissions de gaz à effet de serre supplémentaires sur une période et calcule la probabilité d'une augmentation de température particulière.
Le rapport est évalué favorablement par d'éminents climatologues australiens, dont le professeur David Karoly, le professeur Ove Hoegh-Guldberg et le professeur Steven Sherwood.

## Dissolution
La Commission Climat est dissoute en septembre 2013 par le gouvernement libéral d'Abbott nouvellement élu, prétextant une politique de rationalisation et de réduction des coûts. Moins d'une semaine plus tard, la commission est relancée en tant qu'organisation indépendante à but non lucratif appelée Climate Council, entièrement financée par des dons du public,.